# Liste terroristischer Ereignisse (Islamischer Staat)

In Ländern, die rot markiert sind, wurden Anschläge verübt, zu denen sich der IS direkt bekannte. In orange markierten Ländern haben Sympathisanten des IS Anschläge/Angriffe verübt.

Die Liste terroristischer Ereignisse (Islamischer Staat) verzeichnet weltweite Terroranschläge (außerhalb von Syrien und dem Irak), die von der terroristisch agierenden sunnitischen Miliz Islamischer Staat (IS) koordiniert oder inspiriert wurden. Dabei wurden bisher mehr als 3.600 Menschen getötet (Stand März 2024). Die Hälfte der Anschläge wurde in Europa und den Vereinigten Staaten, die andere Hälfte in nichtwestlichen Staaten begangen. (Soweit nicht anders angegeben, stammen die Angaben aus einem New-York-Times-Artikel von Juli 2016.)
Zur großen Übersicht siehe Liste von Terroranschlägen.

## Erläuterungen
- Die Zahl bei den Anschlägen getöteter/verletzter Täter ist in Klammern ( ) gesetzt.

## 2025
| Land        | Datum            | Beschreibung | Tote | Verletzte |
| ----------- | ---------------- | --- | ---- | --------- |
| Deutschland | 21. Februar 2025 | Ein IS-Sympathisant verletzte bei einem Angriff am Holocaust-Mahnmal einen spanischen Touristen mit einem Messer schwer, indem er ihn mehrfach in den Oberkörper und den Hals stach. | 0    | 1         |
| Österreich  | 15. Februar 2025 | Ein IS-Sympathisant attackierte beim Messerangriff in Villach Passanten, wobei er einen 14-jährigen Schüler tötete und fünf weitere Personen teils schwer verletzte. | 1    | 5         |
| Deutschland | 25. Januar 2025  | Zwei syrische Staatsbürger provozierten in Kiel eine prokurdische Demonstration, indem sie IS-Parolen riefen. Nach einem verbalen Streit zog einer der Männer ein Messer und versuchte, einem Kurden dreimal in den Hals zu stechen, wobei das Opfer ausweichen konnte. Der Angreifer stach daraufhin einem anderen Kurden, einem 28-Jährigen, in den Unterleib, wodurch dieser schwer verletzt wurde. | 0    | 1         |

## 2024
| Land        | Datum           | Beschreibung | Tote   | Verletzte |
| ----------- | --------------- | --- | ------ | --------- |
| Oman        | 15. Juli 2024   | Anschlag mit Schusswaffen auf eine schiitische Moschee in Maskat                                                          | 6 (+3) | 30        |
| Deutschland | 23. August 2024 | Messeranschlag in Solingen                                                                                                | 3      | 8         |
| Russland    | 22. März 2024   | Anschlag in Krasnogorsk                                                                                                   | 137    | 145       |
| Afghanistan | 21. März 2024   | Selbstmordanschlag auf eine Filiale der New Kabul Bank in Kandahar                                                        | 21     | 50        |
| Schweiz     | 2. März 2024    | Ein 15-jähriger IS-Sympathisant sticht mit einem Messer in Zürich auf einen orthodoxen Juden ein und verletzt ihn schwer. | 0      | 1         |
| Pakistan    | 7. Februar 2024 | Bombenanschläge in Belutschistan 2024                                                                                     | 28     | 40        |
| Iran        | 3. Januar 2024  | Bombenanschläge in Kerman 2024                                                                                            | 94     | 284       |

## 2023
| Land        | Datum            | Beschreibung                                                                              | Tote    | Verletzte |
| ----------- | ---------------- | ----------------------------------------------------------------------------------------- | ------- | --------- |
| Philippinen | 3. Dezember 2023 | Sprengstoffanschlag auf eine katholische Messe in der Mindanao State University in Marawi | 4       | 50        |
| Afghanistan | 8. November 2023 | Bombenanschlag auf schiitische Zivilisten in einem Minibus in Kabul                       | 7       | 20        |
| Belgien     | 16. Oktober 2023 | Schießerei in Brüssel 2023                                                                | 2       | 1         |
| Pakistan    | 30. Juli 2023    | Anschlag in Khar 2023: Selbstmordattentat auf eine politische Kundgebung                  | 56 (+1) | 200       |
| Afghanistan | 11. Januar 2023  | Selbstmordanschlag auf das Außenministerium in Kabul                                      | 20 (+1) | 40        |

## 2022
| Land        | Datum            | Beschreibung                                                                             | Tote     | Verletzte |
| ----------- | ---------------- | ---------------------------------------------------------------------------------------- | -------- | --------- |
| Iran        | 26. Oktober 2022 | Anschlag auf die Schah Tscheragh in Schiras                                              | 15       | 40        |
| Mali        | 7. August 2022   | Anschlag mit Artillerie, Drohnen, Sprengstoff und Autobomben auf Soldaten und Zivilisten | 48 (+37) | 22        |
| Nigeria     | 5. Juni 2022     | vermutete Urheberschaft des Kirchenanschlags von Owo                                     | 40       | 61        |
| Afghanistan | 22. April 2022   | vermutete Urheberschaft eines Bombenanschlags auf eine Moschee in Kundus                 | 33       | 43        |
| Afghanistan | 21. April 2022   | Bombenanschlag auf eine Moschee in Masar-e Scharif                                       | 31       | 87        |
| Pakistan    | 8. März 2022     | Selbstmordattentat auf einen Regierungskonvoi in Belutschistan                           | 5 (+1)   | 30        |
| Pakistan    | 4. März 2022     | Anschlag in Peschawar am 4. März 2022                                                    | 63 (+2)  | 196       |

## 2021
| Land        | Datum            | Beschreibung                                                                                           | Tote     | Verletzte |
| ----------- | ---------------- | --- | -------- | --------- |
| Afghanistan | 2. November 2021 | Selbstmordanschlag auf Militärkrankenhaus in Kabul                                                     | 25+ (+4) | 50+       |
| Niger       | 2. November 2021 | Schusswaffenangriff auf Konvoi in Tillabéri                                                            | 69       |           |
| Afghanistan | 15. Oktober 2021 | Selbstmordanschlag auf schiitische Moschee in Kandahar                                                 | 47 (+3)  | 70        |
| Afghanistan | 8. Oktober 2021  | Selbstmordanschlag auf schiitische Moschee in Kundus                                                   | 50 (+1)  | 100+      |
| Afghanistan | 26. August 2021  | Anschläge am Flughafen Kabul 2021                                                                      | 183      | 200+      |
| Afghanistan | 8. Mai 2021      | Anschlag in Kabul am 8. Mai 2021                                                                       | 85       | 147       |
| Irak        | 21. Januar 2021  | Anschlag in Bagdad 2021                                                                                | 32       | 110       |
| Pakistan    | 3. Januar 2021   | 11 als Geiseln genommene Minenarbeiter werden in Belutschistan mittels Hieb- und Stichwaffen ermordet. | 11       | 0         |

## 2020
| Land                         | Datum             | Beschreibung | Tote          | Verletzte |
| ---------------------------- | ----------------- | --- | ------------- | --------- |
| Afghanistan                  | 21. November 2020 | Raketenangriff des IS auf ein Kabuler Wohnviertel. | 8             | 31        |
| Afghanistan                  | 02. November 2020 | Anschlag mit Schusswaffen und Sprengstoff auf die Universität Kabul. | 32 (+3)       | 50        |
| Österreich                   | 02. November 2020 | Terroranschlag in Wien 2020 | 4 (+1)        | 22        |
| Afghanistan                  | 24. Oktober 2020  | Selbstmordattentat der ISIS-KP auf eine Schule in Kabul. | 30 (+1)       | 70        |
| Afghanistan                  | 02. August 2020   | IS-Terroristen greifen ein Gefängnis in Dschalalabad mit Schusswaffen und Sprengstoff an und befreien zahlreiche Gefangene. | 21 (+8)       | 50        |
| Indien                       | 26. Juni 2020     | In Anantnag (Distrikt) in Indien sterben ein Polizist und ein Kind bei einem IS-Angriff. | 2 (+1)        | 0         |
| Demokratische Republik Kongo | 22. Juni 2020     | Bei einem Hinterhalt in Nord-Kivu wird ein UN-Soldat getötet und ein weiterer verletzt. | 1             | 1         |
| Afghanistan                  | 12. Mai 2020      | Selbstmordattentat der ISIS-KP auf eine Moschee in Nangarhar. | 32 (+1)       | 133       |
| Afghanistan                  | 12. Mai 2020      | IS-Terroristen greifen die Entbindungsstation eines Krankenhauses in Kabul mit Feuerwaffen an. | 24 (+3)       | 16        |
| Ägypten                      | 01. Mai 2020      | Bei einem Bombenanschlag in Bir al-Abd werden mehrere Soldaten getötet und verletzt. | 1+            | 1+        |
| Frankreich                   | 27. April 2020    | Ein IS-Terrorist rammt sein Fahrzeug in eine Gruppe von Polizisten in Colombes. | 0             | 2         |
| Afghanistan                  | 25. März 2020     | Selbstmordanschlag auf eine Gurdwara. | 25 (+3)       | 9         |
| Afghanistan                  | 06. März 2020     | IS-Terroristen greifen eine Gedenkzeremonie mit Raketen und Schusswaffen an. | 32 (+2)       | 82        |
| Malediven                    | 04. Februar 2020  | Zwei chinesische und ein australischer Tourist wurden in Hulhumalé bei einem Messerangriff durch IS-Sympathisanten verletzt. | 0             | 3         |
| Frankreich                   | 03. Februar 2020  | Ein IS-Sympathisant verletzt in Metz einen Polizisten mit einem Messer. | 0             | 1 (+1)    |
| Vereinigtes Königreich       | 02. Februar 2020  | Messeranschlag durch Sudesh Mamoor Faraz Amman in Streatham, London. Der Angreifer stirbt, drei weitere Personen werden verletzt. | 0 (+1)        | 3         |
| Nigeria                      | 9. Januar 2020    | Schusswaffenangriff der Provinz Westafrika des Islamischen Staates (die aus der Boko Haram hervorging) auf eine nigerianische Militärbasis in Chinagodrar in der nigerianischen Region Tillabéri an. Mindestens 89 nigerianische Soldaten wurden bei dem Angriff getötet. Die nigerianische Regierung sagte, dass 77 Terroristen getötet wurden. | min. 89 (+77) | 6+        |

## 2019
| Land      | Datum          | Beschreibung | Tote | Verletzte |
| --------- | -------------- | --- | ---- | --------- |
| Libyen    | 18. Mai 2019   | Anschlag auf ein Dorf im Munizip al-Dschufra, zwei Wachen an einem Ölfeld starben, vier Personen wurden entführt. | 2    |           |
| Pakistan  | 15. Mai 2019   | Anschlag auf Feldarbeiter in Belutschistan.                                                                       | 3    | 1         |
| Niger     | 14. Mai 2019   | Hinterhalt gegen nigrische Soldaten nahe der Grenze zu Mali.                                                      | 28   | 0         |
| Pakistan  | 10. Mai 2019   | Anschlag auf einen Verkehrspolizisten im Einsatz in der Stadt Mastung, Distrikt Mastung.                          | 1    | 0         |
| Nigeria   | 10. Mai 2019   | Anschlag auf einen Militärstützpunkt in Borno.                                                                    | 11   |           |
| Libyen    | 09. Mai 2019   | Anschlag auf eine Oase im Munizip Sabha.                                                                          | 3    |           |
| Libyen    | 04. Mai 2019   | Anschlag auf ein Militärtrainingszentrum in Sabha, neun Personen starben.                                         | 9    | 0         |
| Sri Lanka | 21. April 2019 | Terroranschlag in Sri Lanka am Ostersonntag 2019                                                                  | 253  | 485       |

## 2018
| Land       | Datum               | Beschreibung | Tote             | Verletzte |
| ---------- | ------------------- | --- | ---------------- | --------- |
| Frankreich | 11. Dezember 2018   | Anschlag in Straßburg 2018 | 5                | 11        |
| Australien | 09. November 2018   | Ein Migrant aus Somalia sticht auf Passanten in Melbourne ein. | 1                | 2         |
| Ägypten    | 02. November 2018   | Ein Bus wird auf seinem Weg zu einem Kloster in Nordägypten von mehreren Terroristen beschossen. | 7                | 14        |
| Somalia    | 01. Oktober 2018    | Terroristen erschossen drei Äthiopier in Boosaaso. | 3                | 4         |
| Pakistan   | 26. September 2018  | Bei einer Schießerei zwischen Islamisten und Sicherheitskräften in Kalat, Belutschistan, wurden zwei pakistanische Soldaten und drei Terroristen getötet. | 2 (+3)           | 6         |
| Somalia    | 24. September 2018  | Terroristen erschossen ein Mitglied der Präsidentengarde und verletzten ein weiteres in Boosaaso. | 1                | 1         |
| Libyen     | 10. September 2018  | Maskierte attackierten das Hauptquartier der National Oil Corporation in Tripolis, vier Personen, darunter zwei Terroristen, starben. | 2 (+2)           | 10        |
| Ägypten    | 25. August 2018     | Ein Anschlag auf eine Polizeiwache in al-Arisch auf der Sinai-Halbinsel tötete vier Polizisten und verletzte zehn weitere, außerdem starben vier Angreifer. | 4 (+4)           | 10        |
| Libyen     | 23. August 2018     | Bei einem Anschlag auf einen Militärkontrollpunkt in Tripolis starben sieben Soldaten. | 7 (+1)           | 10        |
| Russland   | 20. August 2018     | Bei einem Messerangriff auf eine Polizeistation in Grosny wurden sieben Polizisten verletzt und zwei Terroristen erschossen. Ein Selbstmordattentäter wurde verhaftet, nachdem seine Sprengladung teilweise detonierte.                                                                     | 0 (+2)           | 7 (+1)    |
| Ägypten    | 20. August 2018     | Ein Autobombenanschlag auf Sicherheitskräfte in al-Arisch tötete eine Person und verletzte vier weitere. | 1                | 4         |
| Jordanien  | 10./11. August 2018 | Bei einem Bombenanschlag auf ein Polizeifahrzeug in Amman wurde ein Polizist getötet und sechs weitere verletzt. Später wurden drei Sicherheitskräfte und dutzende weitere verletzt, als sie ein Apartment stürmten, in dem sich Sprengstoff befand.                                        | 5 (+4)           | 20        |
| Indonesien | 13. Mai 2018        | Bei den Anschlägen auf Java zündete eine Familie von Syrien-Rückkehrern kurz vor Beginn des Sonntagsgottesdienstes Bomben in drei Kirchen der christlichen Minderheit. | 11               | 41        |
| Frankreich | 12. Mai 2018        | Bei dem Anschlag in Paris am 12. Mai 2018 stach der Attentäter um 21 Uhr nahe der Oper auf mehrere Passanten ein. Als er eintreffende Polizisten attackierte, wurde er von diesen erschossen.                                                                                               | 1 (+ Attentäter) | 4         |
| Frankreich | 23. März 2018       | Geiselnahme in Supermarkt in Trebes am 23. März 2018 nahe Carcassonne – 25-jähriger Islamist kapert in Carcassonne ein Auto, erschießt vier Menschen einschließlich des Polizisten Arnaud Beltrame. Geiselnahme: Freilassung von Salah Abdeslam gefordert. Der Attentäter wurde erschossen. | 4 (+ Attentäter) | 13        |

## 2017
| Land                   | Datum         | Beschreibung | Tote                | Verletzte        |
| ---------------------- | ------------- | --- | ------------------- | ---------------- |
| Ägypten                | 24. November  | Anschlag auf die al-Rawda-Moschee, ein Gebetshaus der religiösen Minderheit der Sufi.                                                                                     | 305                 | 100              |
| Vereinigte Staaten     | 31. Oktober   | Anschlag in New York am 31. Oktober 2017. Nach offiziellen Angaben hatte der Terrorist Verbindung zum IS                                                                  | 8                   | 11               |
| Frankreich             | 01. Oktober   | Ein Täter erstach zwei Frauen. Der Terrorist wurde erschossen. | 2 (+ Attentäter)    | 0                |
| Vereinigtes Königreich | 15. September | Terroranschlag in London am 15. September 2017 | 0                   | 20+              |
| Belgien                | 25. August    | Ein Täter attackierte drei Soldaten mit einem Messer, wobei einer davon leicht verletzt wurde. Der Terrorist wurde erschossen.                                            | Attentäter          | 1                |
| Russland               | 19. August    | Ein 23-jähriger Täter stach auf Passanten ein, wobei sieben Menschen verletzt wurden. Nachdem sich der Terrorist der Festnahme widersetzte, wurde er erschossen.          | Attentäter          | 7                |
| Spanien                | 18. August    | Verhinderter Anschlag in Cambrils | 1 (+ 5 Attentäter)  | 7                |
| Spanien                | 17. August    | Terroranschlag in Barcelona | 16                  | 100+             |
| Spanien                | 16. August    | Explosion in Alcanar | 2 Attentäter        | 7                |
| Türkei                 | 13. August    | Ein Täter stach nach seiner Festnahme bei der Vernehmung in der Polizeiwache auf einen Polizisten ein, der seinen Verletzungen erlag. Der Terrorist wurde erschossen.     | 1 (+ Attentäter)    |                  |
| Pakistan               | 12. August    | Ein Täter sprengte sich auf seinem Motorrad in die Luft. 15 Menschen – darunter 8 Soldaten der Pakistanischen Armee – kamen ums Leben, 40 weitere wurden verletzt.        | 15 (+ Attentäter)   | 40               |
| Ägypten                | 14. Juli      | Ein 27-jähriger Täter tötete zwei deutsche Urlauberinnen und verletzte vier weitere Urlauber. Der Terrorist wurde festgenommen.                                           | 2                   | 4                |
| Österreich             | 30. Juni      | Ein 54-jähriger Täter tötete ein Ehepaar, welches später in ihrem brennenden Wohnhaus entdeckt wurde. Der Terrorist stellte sich nach der Tat.                            | 2                   |                  |
| Iran                   | 07. Juni      | Doppelanschlag in Teheran am 7. Juni 2017 | 12 (+ 6 Attentäter) | 40+              |
| Frankreich             | 06. Juni      | Ein 40-jähriger Täter attackierte einen Polizisten vor der Kathedrale Notre-Dame de Paris mit einem Hammer. Der Terrorist wurde von Polizisten angeschossen und verletzt. |                     | 1 (+ Attentäter) |
| Australien             | 05. Juni      | Ein 29-jähriger Täter erschoss einen Mann und nahm eine Frau als Geisel. Der Terrorist wurde von Polizisten erschossen, wobei drei Beamte verletzt wurden.                | 1 (+ Attentäter)    | 3                |
| Vereinigtes Königreich | 03. Juni      | Terroranschlag in London am 3. Juni 2017 | 8 (+ 3 Attentäter)  | 48               |
| Vereinigtes Königreich | 22. Mai       | Terroranschlag in Manchester am 22. Mai 2017 | 22 (+ Attentäter)   | 120+             |
| Frankreich             | 20. April     | Anschlag in Paris am 20. April 2017 | 1 (+ Attentäter)    | 3                |
| Ägypten                | 18. April     | Anschlag auf das Katharinenkloster auf der Halbinsel Sinai | 1                   | 4                |
| Ägypten                | 09. April     | Anschläge in Ägypten am Palmsonntag 2017 | 47                  | 120+             |
| Schweden               | 07. April     | Anschlag in Stockholm 2017 | 5                   | 14               |
| Vereinigtes Königreich | 22. März      | Terroranschlag in London am 22. März 2017 | 5 (+ Attentäter)    | 49               |
| Pakistan               | 16. Februar   | Anschlag auf Sufi-Schrein | 75                  | 200              |
| Israel                 | 08. Januar    | Anschlag in Jerusalem am 8. Januar 2017 | 4                   | 17               |
| Türkei                 | 01. Januar    | Terroranschlag in Istanbul am 1. Januar 2017 auf einen Nachtclub. Laut einer vom IS verbreiteten Nachricht handelte der Terrorist als „Soldat des Kalifats“.              | 39                  | 67+              |

## 2016
| Land               | Datum         | Beschreibung | Tote       | Verletzte |
| ------------------ | ------------- | --- | ---------- | --------- |
| Deutschland        | 19. Dezember  | Der IS bekannte sich zu dem Anschlag auf den Berliner Weihnachtsmarkt an der Gedächtniskirche. Im IS-Propaganda-Magazin Rumiyah war zuvor eine detaillierte Anleitung für einen Anschlag mittels LKW veröffentlicht worden.                                                                            | 13         | 50        |
| Vereinigte Staaten | 18. September | Ein 22-jähriger Täter, der die Uniform eines privaten Sicherheitsdienstes trug, stach in einer Einkaufspassage auf neun Menschen ein. Er wurde bei der Tat von Polizisten erschossen. | Attentäter | 9         |
| Belgien            | 7. August     | Ein Mann verletzte vor einer Polizeiwache zwei Polizistinnen mit einer Machete, wobei er Allahu Akbar rief. Er wurde während des Angriffs von Polizisten erschossen. | Attentäter | 2         |
| Frankreich         | 26. Juli      | Anschlag in Saint-Étienne-du-Rouvray | 1          |           |
| Deutschland        | 24. Juli      | Sprengstoffanschlag in Ansbach | Attentäter | 15        |
| Deutschland        | 18. Juli      | Anschlag in einer Regionalbahn bei Würzburg. Der Täter bezeichnete sich in einem von der Nachrichtenagentur des IS veröffentlichten Video als „Soldat des Kalifats“. Der IS bekannte sich zu dem Anschlag.                                                                                             | Attentäter | 5         |
| Frankreich         | 14. Juli      | Laut Verteidigungsminister Jean-Yves Le Drian war der Anschlag in Nizza am 14. Juli 2016 möglicherweise vom IS inspiriert. Der Anschlag passt von der Tatbegehung her zu zwei expliziten Aufforderungen des IS an seine Anhänger aus den vergangenen Monaten. Der IS hat sich zu dem Anschlag bekannt. | 84         | 200       |
| Bangladesch        | 2. Juli       | Bei der Geiselnahme in Dhaka 2016 drangen 10 Terroristen in ein Restaurant ein und nahmen ca. 26 Gäste als Geisel. Sie töteten 20 Gäste. Die Polizei stürmte das Restaurant, dabei wurden 2 Polizisten und 6 Terroristen getötet.                                                                      | 22         |           |
| Ägypten            | 30. Juni      | Ein ägyptischer Minister christlicher Konfession wurde ermordet. | 1          |           |
| Jordanien          | 21. Juni      | Ein Selbstmordattentäter zündete eine Autobombe an einem Grenzposten in Mafraq, sieben Personen starben. | 7 (+1)     | 13        |
| Frankreich         | 13. Juni      | Bei dem Terroranschlag in Magnanville tötete der Terrorist 2 Polizeiangehörige und nahm deren dreijährigen Sohn als Geisel. Polizisten stürmten das Haus und töteten dabei den Attentäter. | 2 (+1)     |           |
| Vereinigte Staaten | 12. Juni      | Bei dem Massaker in Orlando schoss ein Terrorist in einem Nachtclub mit mehreren Waffen um sich. Bei der Erstürmung durch die Polizei wurde der Täter getötet. | 49 (+1)    | 53        |
| Bangladesch        | 7. Juni       | Der Hindupriester Anando Gopal Ganguly wurde erstochen. | 1          |           |
| Bangladesch        | 5. Juni       | Ein Mann christlicher Konfession wurde erstochen. | 1          |           |
| Ägypten            | 8. Mai        | Terroristen beschossen einen Polizeibus. Dabei starben 8 Polizisten. | 8          |           |
| Türkei             | 1. Mai        | Ein Selbstmordattentäter zündete einen Sprengsatz und Terroristen eröffneten das Feuer an einer Polizeistation in Gaziantep, drei Polizeibeamte wurden getötet. | 3 (+1)     | 34        |
| Bangladesch        | 30. April     | Ein Mann hinduistischer Konfession, der vor Jahren wegen Verunglimpfung des Propheten eine Gefängnisstrafe absitzen musste, wurde in seinem Geschäft erstochen. | 1          |           |
| Bangladesch        | 23. April     | Ein Universitätsprofessor wurde erstochen. | 1          |           |
| Türkei             | 11. April     | Terroristen feuerten von Syrien aus Raketen auf die türkische Stadt Kilis, eine Person wurde getötet und elf weitere verwundet. | 1          | 11        |
| Belgien            | 22. März      | Terroranschläge in Brüssel am 22. März 2016: Zwei Selbstmordattentäter sprengten sich im Flughafen Brüssel-Zaventem in die Luft, ein weiterer im U-Bahnhof Maalbeek. 32 Menschen kamen ums Leben, mehr als dreihundert weitere wurden verletzt.                                                        | 32 (+3)    | 340       |
| Ägypten            | 19. März      | Bei einem Anschlag auf einen Polizeikontrollpunkt in al-Arisch starben 15 Polizisten und vier Angreifer, ein Soldat und ein Polizist werden außerdem vermisst. | 15 (+5)    | 0         |
| Türkei             | 19. März      | Bombenanschlag in Istanbul am 19. März 2016: Ein Selbstmordattentäter sprengte sich in einer Einkaufsstraße in Istanbul in die Luft, vier Menschen starben. | 4 (+1)     | 36        |
| Ägypten            | 17. März      | Terroristen feuerten Mörsergranaten auf einen Militärstützpunkt in Rafah, mindestens fünf Soldaten wurden getötet und zehn weitere verletzt. | 5          | 10        |
| Tunesien           | 7. März       | Bei einer Serie von Anschlägen in Ben Gardane starben 18 Sicherheitskräfte und 36 Terroristen. | 18 (+36)   | 17        |
| Jemen              | 4. März       | Mit Schusswaffen bewaffnete Terroristen stürmten ein von Mutter Teresa gegründetes und von christlichen Nonnen geführtes Krankenhaus und töteten 18 Menschen. | 18         |           |
| Deutschland        | 29. Februar   | Eine 15 Jahre alte Terroristin provozierte in Hannover eine Personenkontrolle, um bei dieser Gelegenheit mit einem Messer auf Polizisten einzustechen. Ein Polizist wurde dabei lebensgefährlich verletzt.                                                                                             | 0          | 1         |
| Ägypten            | 21. Februar   | Ein Autobombenanschlag auf eine Polizeistreife in al-Arisch tötete zwei Zivilisten. | 2          | 10        |
| Russland           | 15. Februar   | Ein Selbstmordattentäter zündet eine Autobombe an einem Polizeikontrollpunkt in Dagestan, drei Menschen kamen ums Leben. | 3 (+1)     | 16        |
| Jemen              | 29. Januar    | Ein Selbstmordattentäter zündete seine Autobombe an einer Straßensperre. | 8          |           |
| Saudi-Arabien      | 29. Januar    | Zwei Selbstmordattentäter griffen eine Moschee in asch-Scharqiyya an, einer konnte seinen Sprengsatz zünden, der andere wurde verletzt und verhaftet. Vier Menschen und ein Attentäter kamen ums Leben.                                                                                                | 4 (+1)     | 33 (+1)   |
| Indonesien         | 14. Januar    | Die Anschläge in Jakarta am 14. Januar 2016 wurden von mindestens 14 Terroristen mit Schnellfeuergewehren, Handgranaten und Sprengsätzen begangen. Mindestens 9 Menschen starben. | 9          |           |
| Türkei             | 12. Januar    | Terroranschlag in Istanbul am 12. Januar 2016: Ein Selbstmordattentäter sprengte sich nahe einer Gruppe von Touristen auf dem Sultan-Ahmed-Platz in Istanbul in die Luft, zwölf Personen wurden getötet.                                                                                               | 12 (+1)    | 13        |
| Libyen             | 4. Januar     | IS-Kämpfer versuchten einen Ölhafen an der Libyschen Küste zu erobern. Dabei starben mindestens 7 Menschen. | 7          |           |

## 2015
| Land                    | Datum         | Beschreibung | Tote          | Verletzte |
| ----------------------- | ------------- | --- | ------------- | --------- |
| Russland                | 29. Dezember  | Ein Terrorist eröffnete das Feuer auf Touristen an einer historischen Zitadelle in Derbent, Dagestan. Ein Mensch starb, elf weitere wurden verwundet. | 1             | 11        |
| Vereinigte Staaten      | 12. Dezember  | Beim Terroranschlag in San Bernardino erschoss ein Ehepaar 14 Menschen. | 14            |           |
| Jemen                   | 7. Dezember   | Eine Autobombe tötete den Provinzgouverneur und 8 seiner Bodyguards. | 9             |           |
| Bangladesch             | 26. November  | Terroristen schossen in einer schiitischen Moschee um sich. | 1             | 3         |
| Ägypten                 | 24. November  | Terroristen attackierten ein Hotel und töteten 7 Menschen. | 7             |           |
| Frankreich              | 18. November  | Ein jüdischer Lehrer wurde von 3 Männern angegriffen und mit mehreren Messerstichen verletzt. |               | 1         |
| Frankreich              | 13. November  | Die Terroranschläge am 13. November 2015 in Paris wurden von mindestens 13 Terroristen ausgeführt. Mehrere Terroristen verübten mit Sprengstoffgürteln Selbstmordattentate am Stade de France und am Boulevard Voltaire. Andere schossen mit Sturmgewehren auf belebten Straßen und im Bataclan-Theater um sich. 130 Menschen wurden getötet, 352 verletzt. 12 der Terroristen starben bei den Attentaten bzw. beim Schusswechsel mit der Polizei. Einer wurde verhaftet. | 130           | 352       |
| Libanon                 | 12. November  | Terroranschläge in Beirut 2015: Drei Selbstmordattentäter zündeten zwei Autobomben in Beirut, 44 Menschen starben. | 44            | 200+      |
| Ägypten                 | 4. November   | Ein Selbstmordattentäter zündete eine Autobombe vor einem Polizeiclub in al-Arisch, sechs Menschen starben. | 6 (+1)        | 10        |
| Ägypten                 | 31. Oktober   | Der Islamische Staat behauptete, das russische Passagierflugzeug Kogalymavia-Flug 9268 zum Absturz gebracht zu haben. Bei dem Absturz starben 224 Menschen. Die Absturzursache ist noch ungeklärt. | 224           |           |
| Türkei                  | 30. Oktober   | Zwei syrische Anti-IS-Aktivisten werden ermordet. | 2             |           |
| Bangladesch             | 24. Oktober   | Bei einem Bombenanschlag auf eine schiitische Prozession wurde eine Person getötet und Dutzende wurden verletzt. | 1             |           |
| Türkei                  | 10. Oktober   | Anschlag in Ankara 2015: Zwei Selbstmordattentäter sprengten sich bei einer Friedensdemonstration in die Luft, 103 Menschen kamen ums Leben. | 103 (+2)      | 500+      |
| Jemen                   | 6. Oktober    | Bei einer Bombenserie in den zwei größten Städten des Landes wurden 25 Menschen getötet. | 25            |           |
| Bangladesch             | 3. Oktober    | Ein Japaner wurde erschossen. | 1             |           |
| Bangladesch             | 28. September | Ein italienischer Entwicklungshelfer wurde erschossen. | 1             |           |
| Ägypten                 | 26. September | Eine Autobombe explodierte nahe einer Polizeistation in al-Arisch, mindestens zwei Polizisten starben. | 2             | 16        |
| Jemen                   | 24. September | Bei einem Bombenanschlag auf eine schiitische Moschee an einem hohen islamischen Feiertag wurden 25 Menschen getötet. | 25            |           |
| Jemen                   | 2. September  | Bei einem Bombenanschlag auf eine schiitische Moschee starben 20 Menschen. | 20            |           |
| Ägypten                 | 26. August    | 3 Terroristen erschossen 2 Polizisten. | 2             |           |
| Frankreich              | 21. August    | Beim Anschlag im Thalys-Zug 9364 schoss ein Terrorist auf Fahrgäste in dem Schnellzug. Er wurde von mehreren Fahrgästen überwältigt. |               | 2         |
| Ägypten                 | 12. August    | Ein kroatischer Gastarbeiter wurde von einem IS-Kämpfer enthauptet. | 1             |           |
| Saudi-Arabien           | 7. August     | Bei einem Selbstmordattentat auf eine schiitische Moschee wurden 15 Menschen getötet. | 15            |           |
| Ägypten                 | 26. Juli      | Bei einem Bombenanschlag auf einen Bus mit Polizeirekruten wurden 18 Menschen verletzt. | 0             | 18        |
| Türkei                  | 20. Juli      | Bei einem Anschlag auf ein kurdisches Kulturzentrum in Suruç tötete ein Selbstmordattentäter 33 Menschen und sich selbst, mehr als hundert weitere Personen wurden verletzt. | 33 (+1)       | 100+      |
| Ägypten                 | 11. Juli      | Bei einem Bombenanschlag außerhalb des italienischen Konsulats wurde ein Mensch getötet. | 1             |           |
| Ägypten                 | 9. Juli       | Bei einem Bombenanschlag auf einen Polizeibus in al-Arisch wurden 25 Personen verletzt. | 0             | 25        |
| Ägypten                 | 1. Juli       | Bei Angriffen auf ägyptische Polizei- und Armeeeinheiten wurden 21 Soldaten bzw. Polizisten getötet. 241 Terroristen starben bei den Angriffen. | 21            |           |
| Tunesien                | 26. Juni      | Der Anschlag in Port El-Kantaoui 2015 wurde von mindestens einem Terroristen mit Schusswaffen ausgeführt. Er tötete 38 Badegäste an einem Hotelstrand. | 38            |           |
| Kuwait                  | 26. Juni      | Bei einem Selbstmordattentat in einer schiitischen Moschee starben 25 Menschen. | 25            |           |
| Frankreich              | 26. Juni      | Bei dem Terroranschlag von Saint-Quentin-Fallavier versuchte der Täter eine Produktionsanlage für Industriegase in die Luft zu jagen. Zuvor hatte der Täter einen Menschen enthauptet. | 1             | 2         |
| Jemen                   | 17. Juni      | Durch mehrere Autobomben wurden 30 Menschen getötet. | 30            |           |
| Türkei                  | 5. Juni       | Bei einer politischen Veranstaltung der Halkların Demokratik Partisi explodierten zwei Sprengsätze, 4 Menschen wurden getötet und mehr als 100 weitere verletzt. | 4             | 100+      |
| Libyen                  | 31. Mai       | Bei einem Selbstmordattentat auf einen Kontrollposten wurden vier libysche Soldaten getötet. | 4             |           |
| Jemen                   | 30. Mai       | Der Islamische Staat veröffentlichte ein Video, auf dem die Ermordung von 15 jemenitischen Soldaten zu sehen ist. | 15            |           |
| Saudi-Arabien           | 29. Mai       | Ein als Frau verkleideter und verschleierter Selbstmordattentäter sprengte sich am Eingang einer schiitischen Moschee in die Luft. Dabei wurden 3 Menschen getötet. | 3             |           |
| Jemen                   | 22. Mai       | Bei einem Bombenanschlag auf eine schiitische Moschee wurden 13 Menschen verletzt. |               | 13        |
| Saudi-Arabien           | 22. Mai       | Ein Selbstmordattentäter zündet seine Bombe während des Mittagsgebets in einer schiitischen Moschee. | 21            | 120       |
| Vereinigte Staaten      | Mai           | Zwei Terroristen schossen anlässlich eines Mohammed-Karikaturen-Wettbewerbs in Garland (Texas) auf einen Polizisten und verletzen ihn. Die Terroristen starben bei der nachfolgenden Schießerei mit einem SWAT-Team. | 2 Attentäter  | 1         |
| Libyen                  | 19. April     | Anhänger des Islamischen Staates ermordeten 28 äthiopische Christen. | 28            |           |
| Ägypten                 | 12. April     | Terroristen töteten bei drei Anschlägen 12 Mitglieder der ägyptischen Sicherheitskräfte. | 12            |           |
| Libyen                  | 12. April     | Bei einem Angriff auf die südkoreanische Botschaft starben zwei Polizisten. | 2             |           |
| Saudi-Arabien           | 8. April      | Bei einem Überfall auf eine Polizeistreife starben zwei Polizisten. | 2             |           |
| Libyen                  | 5. April      | Bei einem Angriff auf einen Kontrollposten starben zwei Polizisten. | 2             |           |
| Ägypten                 | 2. April      | Bei der Explosion mehrerer Autobomben starben 13 Menschen. | 13            |           |
| Türkei                  | 1. April      | Ein syrischer Lehrer wurde ermordet. | 1             |           |
| Jemen                   | 20. März      | Bei den Anschlägen auf Moscheen in Sanaa 2015 wurden 142 Menschen getötet und 345 verletzt. | 142           | 345       |
| Tunesien                | 18. März      | Beim Anschlag in Tunis 2015 stürmten Terroristen das Nationalmuseum von Bardo und schossen um sich. Dabei starben 24 Menschen, darunter 20 Touristen. | 24            | 50        |
| Ägypten                 | 10. März      | Ein Selbstmordattentäter zündete vor einem Polizeiposten in al-Arisch eine Autobombe, ein Zivilist wurde getötet und 33 Menschen verletzt, darunter 30 Polizisten. | 1 (+1)        | 33        |
| Libyen                  | 20. Februar   | Bei der Explosion von drei Autobomben starben 40 Menschen. | 40            |           |
| Libyen                  | 15. Februar   | Terroristen des Islamischen Staates veröffentlichten ein Video, das die Ermordung von mindestens 12 ägyptischen Christen zeigt. | mindestens 12 |           |
| Dänemark                | 15. Februar   | Die Anschläge in Kopenhagen 2015 wurden mit Schusswaffen begangen. Ein Terrorist schoss anlässlich einer Diskussion zum Thema „Kunst, Gotteslästerung und Meinungsfreiheit“ auf Diskussionsteilnehmer und Polizisten. In der folgenden Nacht schoss er vor der Kopenhagener Synagoge auf einen jüdischen Wachmann. Der Täter starb beim darauffolgenden Feuergefecht mit der Polizei.                                                                                     | 2             | 5         |
| Ägypten                 | 29. Januar    | Ein Terrorist zündete eine Autobombe und andere Terroristen feuerten Mörsergranaten auf einen Militärstützpunkt in al-Arisch, mindestens 25 Menschen starben. | 25 (+1)       | 58        |
| Libyen                  | 27. Januar    | Bei einem Angriff auf ein Hotel töteten Terroristen 8 Menschen. | 8             |           |
| Libanon                 | 23. Januar    | Anschlag auf Armee-Überwachungszentrum in Bekaa | 8 (+18)       | 22        |
| Bosnien und Herzegowina | 16. Januar    | Ein Imam wurde ermordet. | 1             |           |
| Frankreich              | 9. Januar     | Bei der Geiselnahme an der Porte de Vincennes in einem koscheren Supermarkt wurden 4 Menschen ermordet. Der Geiselnehmer starb bei der Befreiungsaktion der Polizei. | 4             | 9         |
| Frankreich              | 7. Januar     | Bei einem Anschlag auf Charlie Hebdo wurden zwölf Personen getötet. | 12            | 11        |
| Türkei                  | 6. Januar     | Ein Selbstmordattentäter verletzte in einer Polizeistation zwei Menschen. |               | 2         |

## 2014
| Land               | Datum         | Beschreibung | Tote   | Verletzte |
| ------------------ | ------------- | --- | ------ | --------- |
| Frankreich         | 22. Dezember  | Ein Terrorist raste mit seinem Auto in einen Weihnachtsmarkt in Nantes. | 1      | 12        |
| Frankreich         | 21. Dezember  | Ein Terrorist raste mit seinem Auto in Dijon in eine Menschenmenge auf dem Bürgersteig.                                                                                      |        | 13        |
| Australien         | 15. Dezember  | Bei der Geiselnahme von Sydney nahm ein Terrorist 17 Menschen als Geiseln. 2 Geiseln kamen ums Leben, 4 wurden verletzt.                                                     | 2      | 4         |
| Saudi-Arabien      | 22. November  | Ein Däne wurde erschossen. | 1      |           |
| Saudi-Arabien      | 3. November   | Anschlag auf Schiiten in asch-Scharqiyya | 7      | 13        |
| Vereinigte Staaten | 23. Oktober   | Ein Terrorist versuchte mit einer Axt New Yorker Polizisten zu ermorden. Er wurde dabei von Polizisten erschossen.                                                           |        | 3         |
| Kanada             | 22. Oktober   | Ein Terrorist schoss am Kriegsdenkmal in Ottawa und im kanadischen Parlament um sich. Ein Mensch wurde dabei getötet. Der Terrorist starb beim Feuergefecht mit der Polizei. | 1      |           |
| Kanada             | 20. Oktober   | Ein Terrorist überfuhr 2 Polizisten mit seinem Auto, ein Polizist starb daran. Der Terrorist wurde von Polizisten erschossen.                                                | 1      | 1         |
| Algerien           | 24. September | Ein Terrorist enthauptete einen französischen Touristen. | 1      |           |
| Australien         | 23. September | Ein Terrorist verletzte 2 Polizisten und wurde dabei erschossen. |        | 2         |
| Belgien            | 24. Mai       | Mehdi Nemmouche attackierte das Jüdische Museum von Belgien. Dort starben 3 Menschen vor Ort, einer erlag seinen Verletzungen am 6. Juni.                                    | 4      |           |
| Libanon            | 2. Januar     | Ein Selbstmordattentäter zündete eine Autobombe in Haret Hreik, 5 Menschen wurden getötet                                                                                    | 5 (+1) | 66        |